# Satz von Cramér-Wold
Der Satz von Cramér-Wold, auch Cramér-Wold-Device genannt, (nach Harald Cramér und Herman Wold) aus der Maßtheorie besagt, dass ein Borelmaß auf {\displaystyle \mathbb {R} ^{k}} durch alle seine eindimensionalen Projektionen eindeutig bestimmt ist. Dies begründet, warum es in statistischen Verfahren wie der  Grand Tour oder Projection Pursuit ausreicht, sich Projektionen der Daten anzuschauen. Er wurde 1936 veröffentlicht.
Es sei {\displaystyle {\overline {X}}_{n}=(X_{n1},\dots ,X_{nk})} ({\displaystyle n\in \mathbb {N} }) eine Folge von reellen {\displaystyle k}-dimensionalen Zufallsvariablen  und {\displaystyle {\overline {X}}=(X_{1},\dots ,X_{k})} eine reelle {\displaystyle k}-dimensionale Zufallsvariable.
Dann gilt: {\displaystyle {\overline {X}}_{n}} konvergiert in Verteilung gegen {\displaystyle {\overline {X}}\Longleftrightarrow \sum _{i=1}^{k}t_{i}X_{ni}} konvergiert in Verteilung gegen {\displaystyle \sum _{i=1}^{k}t_{i}X_{i}} für alle {\displaystyle (t_{1},\dots ,t_{k})\in \mathbb {R} ^{k}}.
Alle (festen) Linearkombinationen von {\displaystyle {\overline {X}}_{n}}konvergieren in Verteilung gegen die jeweils korrespondierende Linearkombination von {\displaystyle {\overline {X}}} genau dann, wenn {\displaystyle {\overline {X}}_{n}} gegen {\displaystyle {\overline {X}}} in Verteilung konvergiert. Dies bedeutet, dass die Konvergenz in Verteilung einer multivariaten Zufallsvariablen auf die Konvergenz in Verteilung einer Menge univariater Zufallsvariablen (eben der Linearkombinationen) zurückgeführt werden kann.